# 勿来町白米
勿来町白米（なこそまち しろよね）は、福島県いわき市にある大字である。郵便番号は979-0143。

## 地理
いわき市南部の勿来地区に属する。北で三沢町、東で勿来町窪田、南東で勿来町酒井、南で瀬戸町、西で山玉町とそれぞれ隣接する。概ね市町村制以前の菊多郡白米村の流れを汲む地域である。二級水系蛭田川中流左岸を範囲とする。川沿いの平地には水田が広がり、北側の高台を東西に貫く一級市道勿来川部線に沿い住宅が建ち並ぶほか、北側の丘陵地には大規模に造成された白米団地が立地する。植田町内に所在するいわき南警察署及び錦町に所在する勿来消防署がそれぞれ管轄にあたる。

### 河川
- 蛭田川

### 主な字
字
複数の字を持つが、地名の表記に「字」の文字は使用されない。
- 酒井原
- 長沢
- 中坪
- 林崎

- 広町
- 林ノ中
- 新屋敷
- 原田

- 白山前
- 後光前
- 鳴神
- 後谷

- 日照田

## 歴史
- 1879年1月27日 - 棚倉藩領白米村が福島県内における郡区町村制の施行により菊多郡の村となる[4]。
- 1889年4月1日 - 町村制の施行により白米村が窪田村、酒井村、関田村、大高村、九面村、四沢村と合併し、菊多郡窪田村が新たに発足する。旧酒井村域は窪田村の大字となる[4]。
- 1896年4月1日 - 菊多郡と周辺郡との合併により石城郡が発足し、石城郡窪田村となる[4]。
- 1925年5月1日 - 窪田村が町制施行し、勿来町となる[4]。
- 1955年4月29日 - 勿来町が山田村、植田町、川部村、錦町と合併、勿来市が新たに発足し、勿来市の大字となる[4]。
- 1966年10月1日 - 勿来市が平市・常磐市・内郷市・磐城市、石城郡小川町・遠野町・四倉町・川前村・田人村・好間村・三和村、双葉郡久之浜町・大久村と合併しいわき市となり、いわき市勿来地区の大字となる[4]。

## 世帯数と人口
2023年10月31日現在の世帯数と人口は以下の通りである。
| 大字       | 世帯数  | 人口   |
| ---------- | ------- | ------ |
| 勿来町白米 | 535世帯 | 1471人 |

## 小・中学校の学区
市立小・中学校に通う場合、学区は以下の通りとなる。
| 番地           | 小学校                   | 中学校                   |
| -------------- | ------------------------ | ------------------------ |
| 下記を除く全域 | いわき市立勿来第一小学校 | いわき市立勿来第一中学校 |
| 林ノ中の一部   | いわき市立勿来第三小学校 | いわき市立勿来第一中学校 |

## 交通

### 道路
- 常磐自動車道
- 一級市道勿来川部線

## 施設
- 白米鉱泉つるの湯